# San Esteban de Litera
San Esteban de Litera (katalanisch Sant Esteve de Llitera) ist eine Gemeinde in der Provinz Huesca in der Autonomen Gemeinschaft Aragonien in Spanien. Sie liegt in der Comarca La Litera in der überwiegend katalanischsprachigen Franja de Aragón im Gebiet des Río Cinca und des Río Sosa. Die Gemeinde gehört sprachlich zum Übergangsbereich vom Katalanischen zum Aragonesischen.

## Kirchliche Zuordnung
Die Gemeinde gehörte zur Diözese Lleida, kam aber in neuerer Zeit zur Diözese Barbastro-Monzón.

## Gemeindegebiet
Zum Gemeindegebiet gehören die Orte:
- San Esteban de Litera
- Rocafort, heute verlassen

## Geschichte
Die im Jahr 1064 für kurze Zeit aus maurischem Besitz zurückeroberte Gemeinde kam nach mehrfachem Herrschaftswechsel zwischen 1143 und 1149 endgültig unter aragonesische Herrschaft. Sie liegt im äußersten Süden der historischen Grafschaft Ribagorza. 1648 wurde der Ort schwer von der Pest betroffen.

## Bevölkerungsentwicklung seit 1991
| 1991 | 1996 | 2001 | 2004 | 2007 | 2008 |
| ---- | ---- | ---- | ---- | ---- | ---- |
| 689  | 658  | 600  | 562  | 497  | 550  |

## Sehenswürdigkeiten
- Turm der Burg San Esteban
- Kapelle San Roque, ehemals zu einem Hospital gehörend, und die kapellen Santiago, Virgen de la Cama und Casa Salas.
- Einsiedelei San Isidro
- Pfarrkirche San Esteban